# Unione Sportiva Battipagliese 1990-1991
Questa pagina raccoglie le informazioni riguardanti l'Unione Sportiva Battipagliese nelle competizioni ufficiali della stagione 1990-1991.

## Rosa
| N. |                   | Ruolo | Calciatore           |
| -- | ----------------- | ----- | -------------------- |
|    | Italia (bandiera) | A     | Leonardo Aloi        |
|    | Italia (bandiera) |       | Annibale             |
|    | Italia (bandiera) | D     | Renato Aversano      |
|    | Italia (bandiera) | D     | Dario Biasi          |
|    | Italia (bandiera) |       | Campanile            |
|    | Italia (bandiera) |       | Castagno             |
|    | Italia (bandiera) | C     | Antonio Colagiovanni |
|    | Italia (bandiera) | D     | Quatrano Federico    |
|    | Italia (bandiera) | C     | Livio Danese         |
|    | Italia (bandiera) | P     | Francesco Del Prete  |
|    | Italia (bandiera) | D     | Pietro De Matteo     |
|    | Italia (bandiera) |       | D'Emilio             |
|    | Italia (bandiera) | D     | Antonino Di Dio      |
|    | Italia (bandiera) | C     | Massimo Esposito     |
|    | Italia (bandiera) | D     | Francesco Iannuzzi   |

| N. |                   | Ruolo | Calciatore             |
| -- | ----------------- | ----- | ---------------------- |
|    | Italia (bandiera) | C     | Maurizio Improta       |
|    | Italia (bandiera) | A     | Fabio Lucidi           |
|    | Italia (bandiera) | C     | Pasquale Marino        |
|    | Italia (bandiera) | A     | Marcello Melli (II)    |
|    | Italia (bandiera) | P     | Giovanni Pascarella    |
|    | Italia (bandiera) | A     | Matteo Pastore Palumbo |
|    | Italia (bandiera) | A     | Egidio Pirozzi         |
|    | Italia (bandiera) |       | Reccia                 |
|    | Italia (bandiera) | A     | Davide Ricci           |
|    | Italia (bandiera) | C     | Stefano Sacco          |
|    | Italia (bandiera) |       | Sgambato               |
|    | Italia (bandiera) | C     | Mario Simbolo          |
|    | Italia (bandiera) | C     | Giuseppe Smiraglia     |
|    | Italia (bandiera) | D     | Diego Toledo           |

## Risultati

### Campionato

#### Girone di andata
| 16 settembre 1990 1ª giornata | Battipagliese | 0 – 0 | Ternana |  |

| 23 settembre 1990 2ª giornata | Licata | 1 – 0 | Battipagliese |  |

| 30 settembre 1990 3ª giornata | Battipagliese | 1 – 2 | Siracusa |  |

| 7 ottobre 1990 4ª giornata | Campania Puteolana | 0 – 1 | Battipagliese |  |

| 14 ottobre 1990 5ª giornata | Torres | 1 – 1 | Battipagliese |  |

| 21 ottobre 1990 6ª giornata | Battipagliese | 0 – 0 | Perugia |  |

| 4 novembre 1990 7ª giornata | Catania | 1 – 0 | Battipagliese |  |

| 11 novembre 1990 8ª giornata | Battipagliese | 1 – 0 | Catanzaro |  |

| 18 novembre 1990 9ª giornata | Palermo | 1 – 0 | Battipagliese |  |

| 25 novembre 1990 10ª giornata | Battipagliese | 0 – 0 | Siena |  |

| 2 dicembre 1990 11ª giornata | Battipagliese | 0 – 1 | Fidelis Andria |  |

| Nola 9 dicembre 1990 12ª giornata | Nola                      | 0 – 0 | Battipagliese | Stadio Comunale Piazza d'Armi (3000 spett.)\| Arbitro: \| Cosimo Bolognino (Milano) \| |
| Arbitro:                          | Cosimo Bolognino (Milano) |       |               |                                                                                        |

| 16 dicembre 1990 13ª giornata | Battipagliese | 1 – 1 | Casertana |  |

| 30 dicembre 1990 14ª giornata | Casarano | 0 – 0 | Battipagliese |  |

| 6 gennaio 1991 15ª giornata | Battipagliese | 1 – 0 | Giarre |  |

| 13 gennaio 1991 16ª giornata | Arezzo | 1 – 0 | Battipagliese |  |

| 20 gennaio 1991 17ª giornata | Battipagliese | 2 – 2 | Monopoli |  |

#### Girone di ritorno
| 3 febbraio 1991 18ª giornata | Ternana | 2 – 0 | Battipagliese |  |

| 10 febbraio 1991 19ª giornata | Battipagliese | 0 – 0 | Licata |  |

| 17 febbraio 1991 20ª giornata | Siracusa | 2 – 0 | Battipagliese |  |

| 24 febbraio 1991 21ª giornata | Battipagliese | 3 – 1 | Campania Puteolana |  |

| 3 marzo 1991 22ª giornata | Battipagliese | 0 – 0 | Torres |  |

| 17 marzo 1991 23ª giornata | Perugia | 4 – 0 | Battipagliese |  |

| 24 marzo 1991 24ª giornata | Battipagliese | 0 – 4 | Catania |  |

| 30 marzo 1991 25ª giornata | Catanzaro | 1 – 1 | Battipagliese |  |

| 7 aprile 1991 26ª giornata | Battipagliese | 1 – 0 | Palermo |  |

| 14 aprile 1991 27ª giornata | Siena | 1 – 0 | Battipagliese |  |

| 28 aprile 1991 28ª giornata | Fidelis Andria | 0 – 0 | Battipagliese |  |

| Arbitro: | Brancale (Latina) |

|  |           |            |
|  | Marcatori | 91’ Troise |

| 12 maggio 1991 30ª giornata | Casertana | 3 – 0 | Battipagliese |  |

| 19 maggio 1991 31ª giornata | Battipagliese | 1 – 2 | Casarano |  |

| 26 maggio 1991 32ª giornata | Giarre | 1 – 0 | Battipagliese |  |

| 2 giugno 1991 33ª giornata | Battipagliese | 1 – 4 | Arezzo |  |

| 9 giugno 1991 34ª giornata | Monopoli | 3 – 0 | Battipagliese |  |